# Pedomyia zela
Pedomyia zela là một loài ruồi trong họ Asilidae. Pedomyia zela được Londt miêu tả năm 1994. Loài này phân bố ở vùng nhiệt đới châu Phi.